# Alejandro Díaz-Caro
Alejandro Díaz-Caro (1981) es un científico y docente argentino, especialista en computación cuántica teórica.

## Trayectoria
Estudió Ciencias de la Computación en la Universidad de Rosario. Luego emigró a Francia para estudiar en la Universidad de Grenoble. Tras completar su doctorado en 2011, continuó trabajando en la Universidad de Nanterre.
En 2014 regresó a la Argentina en el marco del programa Raíces. Enseñó en distintas universidades, como la UBA, la UNQ, la UNR y la UNNOBA. Desde 2016 fue investigador del CONICET como director del equipo LoReL, trabajando en colaboración con el INRIA.
En 2024, en el marco de los ataques del gobierno de Javier Milei a los científicos argentinos y el desfinanciamiento del CONICET y de las universidades, decidió emigrar nuevamente a Francia. El anuncio fue replicado en varios medios nacionales.